# ダライ・ラマ6世
ダライ・ラマ6世ツァンヤン・ギャツォ（チベット文字：ཚངས་དབྱངས་རྒྱ་མཚོ; ワイリー方式：tshangs dbyangs rgya mtsho, 1683年3月1日 -1706年11月15日）は、チベット仏教ゲルク派の有力な化身系譜であるダライ・ラマの6代目として認定された人物である。ツァンヤンギャムツォ、ツァンヤン・ギャムツォ、ツァンヤン・ギャンツォとも表記される。ダライ・ラマ5世の死後、摂政のサンギェ・ギャツォにより、チベット南部モン地方のタワンで探し出された。1697年、数え15歳で沙弥戒を受けてダライ・ラマ6世に即位するが、僧の生活になじめず、1702年に沙弥戒を返上、以後は恋愛と即興歌作りをして暮らした。このようなダライ・ラマの素行を口実に、ホシュート部の長ラサン・ハーンによって1706年に廃位させられ、同年、清の北京への護送途中の青海の地で没した（場所はクンガノール湖畔と伝えられる）。病死とも暗殺されたとも言われる。ダライ・ラマとしては型破りの人物であったが、その人柄と歌がチベットの多くの民に愛された。

## 背景
ダライ・ラマ6世はダライ・ラマ5世の転生者とされる化身ラマである。ダライ・ラマ5世は一代でチベットを再統一した事実上の覇者であり、強大な軍事力を持つモンゴルや清の信仰対象者でもあり、モンゴルの王号であるハーンの称号を追認する権威も持っていたため、その地位はたいへん重要なものとなっていた。とりわけ清にとってはモンゴルとチベットを一応は保護国化した形になった直後であったので（ただしチベット側は必ずしも清に支配されたと思っていなかったが）、政治上の理由からもダライ・ラマは重要であった。
ダライ・ラマ5世の側近たちは、1682年のダライ・ラマ5世の死後から新しい転生者を探し始めた。しかし、ダライ・ラマ5世の影響力があまりに大きかったので、ダライ・ラマ5世の「しばらくは自分の死を隠匿し、決めかねることは5世の守護尊マクソルマ神の前でタクディル占いで決めるように」という遺言に従い、側近たちは対外的にはダライ・ラマ5世の死を隠した。側近の筆頭は摂政のサンギェ・ギャツォであり、彼は替え玉を用いたりダライ・ラマ5世が籠もって瞑想中であるということにした。1690年にはダライ・ラマ5世の死の噂が広がり、清の康熙帝が調査団を派遣したが、この時にはごまかすのに成功した。

## 生涯

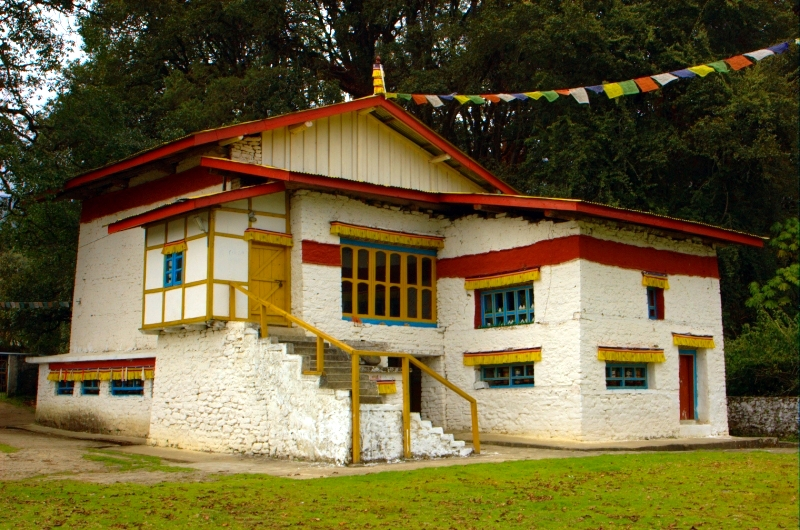
タワングにあるダライ・ラマ6世の生家。現在はインドに属する。

後のツァンヤン・ギャツォが生まれたのは1683年3月1日、ブータンとの国境に近いチベット南部ムン地方のユルスム、今日のインドのアルナーチャル・プラデーシュ州にあるタワングである。父はニンマ派のテルトンであるペマ・リンパの子孫ラマ・タシ・テンジン、母はメンパ族でBekhar村貴族出身のツェワン・ラモであった。誕生に関してはいくつもの伝説がある。例えば、ツァンヤン・ギャツォが生まれる前、妊娠中の母ツェワンが石臼で脱穀をしていると、臼から水が湧き出てきた。またある時は、ツェワンが水を飲もうとしたら、その水が乳に変わった、などである。
ツァンヤン・ギャツォがダライ・ラマ5世の後継者としてチベット中央に連れてこられたのは1688年、5歳の頃であった。ただしチベット政府があるラサではなく、その付近のナンカルツェである。先に述べた1690年の康熙帝調査団についてはダライ・ラマ5世存命中ということでやりすごしたが、康熙帝が1691年にモンゴルの大半を従え、さらに1696年にジュンガル部のガルダン・ハーンを破ると、翌1697年にチベットはようやくダライ・ラマ5世の死を知らせる使いを清に派遣し、ツァンヤン・ギャツォをダライ・ラマ6世として即位させた。
ダライ・ラマ6世ツァンヤン・ギャツォはパンチェン・ラマ2世（5世）ロサン・イェシェーより受戒して見習い僧となり、「リンチェン・ツァンヤン・ギャムツォ」の法名を得ていたが、ゲルク派の僧としての生活になじめなかった。1702年に沙弥戒を返上して還俗すること宣言し、名を「リグジン・ツァンヤン・ギャムツォ」と改め、長髪に着飾った姿で夜の町を時々彷徨い、酒や行きずりの恋、即興の歌を作って楽しんだ。ただしチベットの民衆は必ずしもダライ・ラマ6世を非難せず、気取らない彼を愛し、彼の作った歌は庶民の間に広まった。
1705年、ダライ・ラマ6世の放蕩を口実にしてオイラトのホシュート部がチベットに侵入、2年前に摂政を辞めたサンギェ・ギャツォを殺し、翌1706年にダライ・ラマ6世ツァンヤン・ギャツォを廃位した。廃位されたツァンヤン・ギャツォはその年の内に清に護送され、途中のココノール地方のクンガノール（クンガ湖）付近で亡くなった。

## ダライ・ラマ6世の死後
ダライ・ラマ6世ツァンヤン・ギャツォの廃位にともない、ホシュート部は代わりの「ダライ・ラマ6世（対立ダライ・ラマ6世）」としてガワン・イェシェー・ギャムツォ（1686–没年不詳）を擁立したが、チベット人の支持を得られなかった。チベット人は1708年にリタンで生まれた少年（後のケルサン・ギャツォ）をダライ・ラマ7世と信じた。この少年は1716年、青海湖近くにあるクンブム寺(塔爾寺)に移され、育てられた。
1717年、オイラトの別の部族であるジュンガル部がホシュート部を破り、チベット人に不人気の対立ダライ・ラマ6世イェシェー・ギャツォを廃位した。清はこれに対抗して軍を出すが苦戦し、1720年に正式に即位したダライ・ラマ7世ケルサン・ギャツォを引き連れてようやくラサを占領した。以後、清のチベット支配が進んでいくこととなった。

## 著作
- ダライ・ラマ六世（ツァンヤン・ギャムツォ）『恋愛彷徨詩集』今枝由郎訳、トランスビュー、2007年5月。ISBN 978-4901510509。
- 『ダライ・ラマ六世 恋愛詩集』今枝由郎・海老原志穂 共編訳、岩波文庫、2023年3月。 ISBN 978-4003206911。